# Chính sách thị thực của Haiti
Haiti cho phép công dân của tất cả các quốc gia ở lại không cần thị thực 3 tháng trừ công dân của Colombia, Cuba, Panama, và Cộng hòa Dominica. Tuy nhiên, công dân của Colombia, Panama, và Cộng hòa Dominica có thể nhập cảnh không cần thị thực nếu họ có hộ chiếu hoặc thẻ cư dân còn hiệu lực của Hoa Kỳ, Canadian, hoặc Schengen.
Tất cả những người không dùng hộ chiếu Haiti phải trả phí du khách 10 đô la Mỹ khi nhập cảnh.

## Bản đồ chính sách thị thực

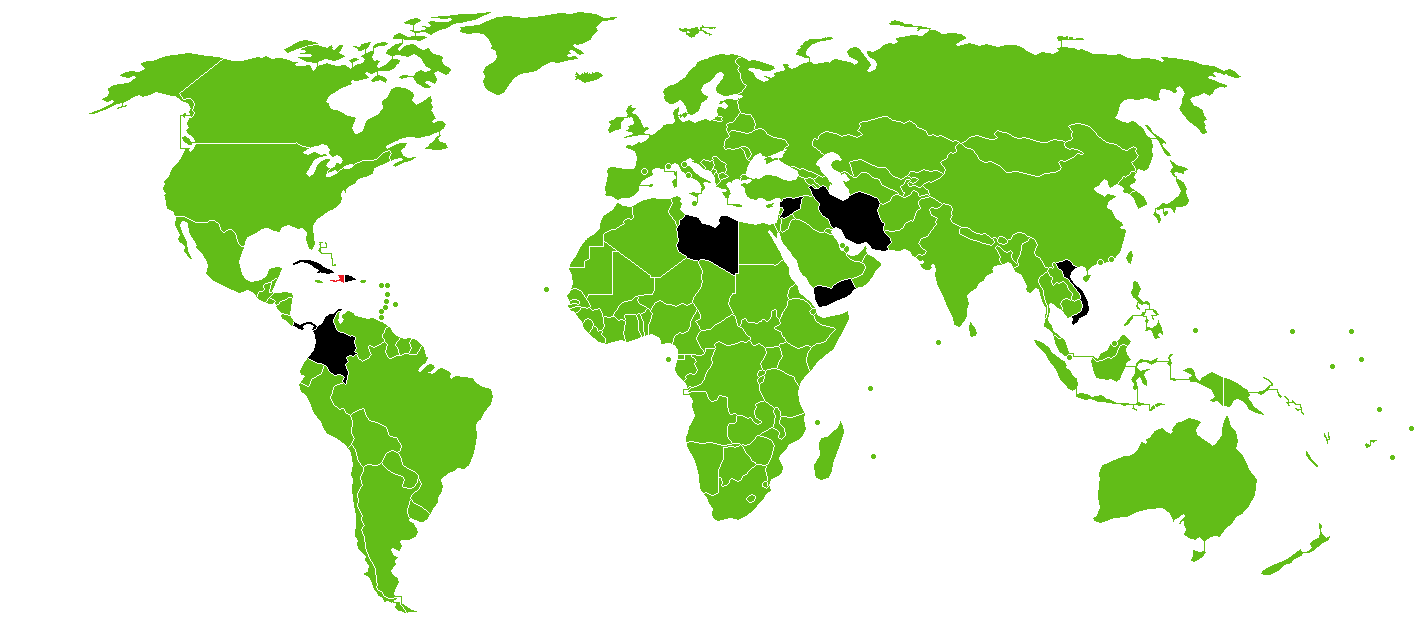
Chính sách thị thực của Haiti
Haiti
Miễn thị thực
Cần xin thị thực